# Friedrich von Brandenburg (1530–1552)

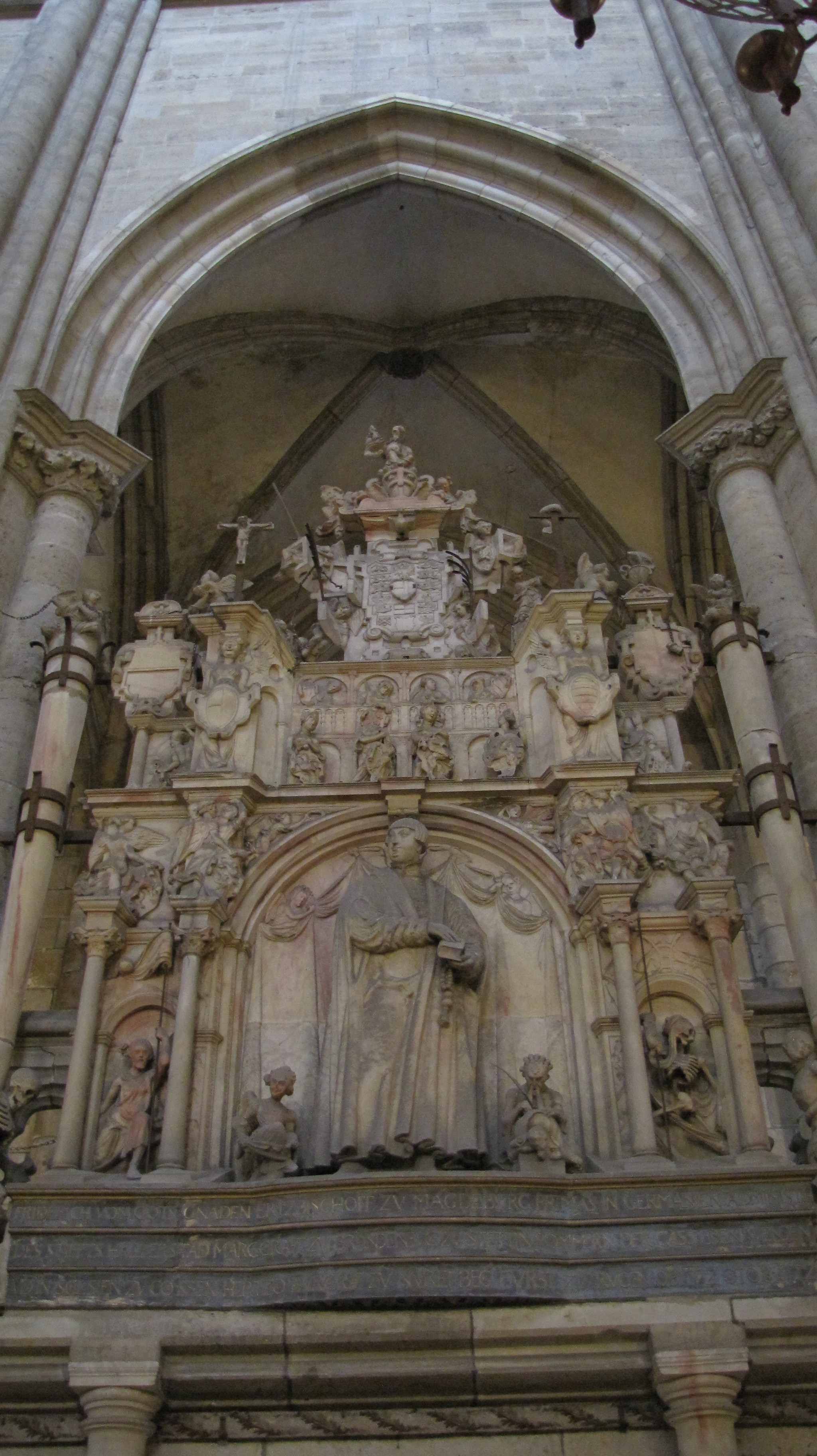
Epitaph für Friedrich von Brandenburg im Chorraum des Doms zu Halberstadt

Friedrich von Brandenburg (* 12. Dezember 1530 in Berlin; † 2. Oktober 1552 in Halberstadt) aus dem Geschlecht der Hohenzollern war als Friedrich IV. Fürsterzbischof von Magdeburg und als Friedrich III. Fürstbischof von Halberstadt.

## Leben
Friedrich war der zweite Sohn des brandenburgischen Kurfürsten Joachim II. (1505–1571) aus dessen Ehe mit Magdalene (1507–1534), Tochter des Herzogs Georg von Sachsen. Der Prinz wurde unter anderem in Frankfurt an der Oder ausgebildet und 1548 vom Havelberger Domkapitel unter erheblicher Einflussnahme seines Vaters zum postulierten Bischof von Havelberg gewählt.
Nach der Absetzung des Erzbischofs Johann Albrecht im Schmalkaldischen Krieg war Friedrich vom Domkapitel Magdeburg zum Erzbischof postuliert worden, um eine weltliche Übernahme des Erzbistums durch den Kurfürsten von Sachsen zu verhindern. Friedrich hatte unter Johann Albrecht als Koadjutor in Magdeburg und Halberstadt fungiert. Im Dezember 1551 bestätigte der Papst Friedrichs Position als Erzbischof von Magdeburg. Er wurde im Jahr darauf auch Bischof von Halberstadt. In Halberstadt konnte er nur bedingt wirksam werden. Von seiner prächtigen Hofhaltung geben die Kosten von 22.000 Gulden seiner 37-wöchigen Regierungszeit Ausdruck.
Friedrich starb bereits mit 21 Jahren. Der Tod wurde anfänglich geheim gehalten, was Gerüchte eines Giftmordes nährte. Er wurde im Dom zu Halberstadt bestattet.